# Cornelis Nagtegaal
Cornelis Nagtegaal (Alphen aan den Rijn, 8 december 1905 – Den Haag, 13 oktober 1994) was een Nederlands bestuurder in de toenmalige Nederlandse koloniën.
Nagtegaal studeerde van 1925 tot 1931 aan de Rijksuniversiteit Leiden aan de Indologische Faculteit. Hierna werd hij bestuursambtenaar in Nederlands-Indië waarna hij in mei 1939 op proefschrift promoveerde tot doctor in de rechtsgeleerdheid aan de Rijksuniversiteit Utrecht. Dit proefschrift had als titel De voormalige zelfbesturende en gouvernementslandschappen in Zuid-Oost Borneo.
Van 1942 tot 1945 was hij als reserve-officier krijgsgevangene tijdens de Japanse bezetting van Nederlands-Indië. Na de capitulatie werd hij in Bandoeng actief voor de militaire inlichtingendienst Netherlands Forces Intelligence Service (NEFIS). Tijdens verlof in Nederland werd Nagtegaal in de zomer van 1946 door zijn vriend H.J. Friedericy, hoofd van de afdeling Voorbereiding Staatsrechtelijke Hervormingen (VSH) van het Ministerie van Overzeese Gebiedsdelen, overgehaald om voor de VSH te gaan werken. Deze afdeling was ingesteld om te werken aan de voorbereiding van de tijdens de Tweede Wereldoorlog aangekondigde rijksconferentie voor nieuwe staatkundige verhoudingen tussen Nederland en zijn overzeese rijksdelen. Ongeveer een jaar later keerde Nagtegaal terug naar Nederlands-Indië waar hij van 1948 tot 1950 aan de oostkust van Sumatra hoofd was van de afdeling Agrarische Zaken van het Departement van Bestuur (kantoor in Medan). Vervolgens was hij enige tijd als hoofdadministrateur verbonden aan het ministerie van Uniezaken en Overzeese rijkdelen.
Rond 1951 werd hij directeur van het kabinet van de gouverneur van Suriname. Tijdens het gouverneurschap van Jan van Tilburg was hij twee keer (eerst in 1959 en later in de periode 1960-1961) waarnemend gouverneur van Suriname.
Terug in Nederland volgde hij in januari 1963 de met pensioen gaande Herman Offerhaus op als secretaris-generaal van het Koninklijk Instituut voor de Tropen (KIT). Cornelis Nagtegaal behield die functie tot zijn eigen pensioen in 1971 waarna Frans Deeleman hem opvolgde.
Eind 1994 is hij op 88-jarige leeftijd overleden.